# Покагон (индейская резервация)
Покагон (англ. Pokagon Reservation) — индейская резервация народа потаватоми, расположенная в юго-западной части штата Мичиган и на севере Индианы, США. 

## География
Резервация состоит из нескольких несмежных участков, расположенных на юго-западе Мичигана и на севере Индианы и охватывает части четырёх округов: Берриен, Ван-Бьюрен, Касс и Сент-Джозеф. Общая площадь Покагон, включая трастовые земли (11,277 км²), составляет 13,998 км², из них 13,796 км² приходится на сушу и 0,202 км² — на воду. Административным центром резервации и штаб-квартирой племени является город Доваджак.

## Демография
По данным федеральной переписи населения 2010 года, в резервации проживали 29 человек. Согласно федеральной переписи населения 2020 года в резервации проживало 202 человека, насчитывалось 63 домохозяйства и 84 жилых дома. Средний возраст, проживающих в Литл-Траверс-Бее, составлял 46,5 лет. Доход среднего домохозяйства в индейской резервации составлял 63 036 долларов США. Около 5,7 % всего населения находились за чертой бедности, в том числе 6,7 % из тех, кому ещё не исполнилось 18 лет, и 4,4 % старше 65 лет.
Расовый состав распределился следующим образом: белые — 34 чел., афроамериканцы — 5 чел., коренные американцы (индейцы США) — 117 чел., океанийцы — 0 чел., представители других рас — 3 чел., представители двух или более рас — 43 человека; испаноязычные или латиноамериканцы любой расы составили 8 человек. Плотность населения составляла 14,4 чел./км².

## Комментарии
1. ↑  В состав резервации входит часть населённого пункта.